# 筐条菝葜
裡白菝葜（学名：Smilax corbularia），又名筐條菝葜，为菝葜科菝契屬下的一个种。